# ФК Нижни Новгород
ФК „Нижни Новгород“ е руски футболен клуб, съществувал от 2007 до 2012 г.

## История
Клубът е създаден през януари 2007 г. на мястото на аматьорския клуб „Темпа-Водник“. Отборът става сателитен на ФК „Волга“ (Нижни Новгород), но след промоцията на клуба във 2 дивизия договорът отпада. Отборът става 3-ти в зоната си.
Поради финансовите проблеми на някои тимове отборът е поканен от ПФЛ за участник в 1 дивизия. Завършва на 13-а позиция. През 2010 г. правят най-силния си сезон, като завършват на 3-та позиция.
През сезон 2011/12 стартират убедително, като дори излизат начело на класирането. Въпреки силния сезон „гражданите“ завършват на 3-то място и не печелят директна промоция за Премиер-лигата. Те играят плейоф с градския съперник „Волга“, но губят първия мач с 2:1, а реваншът завършва наравно 0:0.
През юни 2012 г. отборът не успява да вземе лиценз и е обединен с „Волга“.

## Известни играчи
- Александър Тихоновецкий
- Диего Карлос
- Стефан Ги Асаме
- Жан Були
- Сергей Бендз
- Виктор Васин
- Михаил Ашветия
- Дмитрий Кудряшов
- Вадим Гаглоев
- Александър Салугин